# Jan Jambon

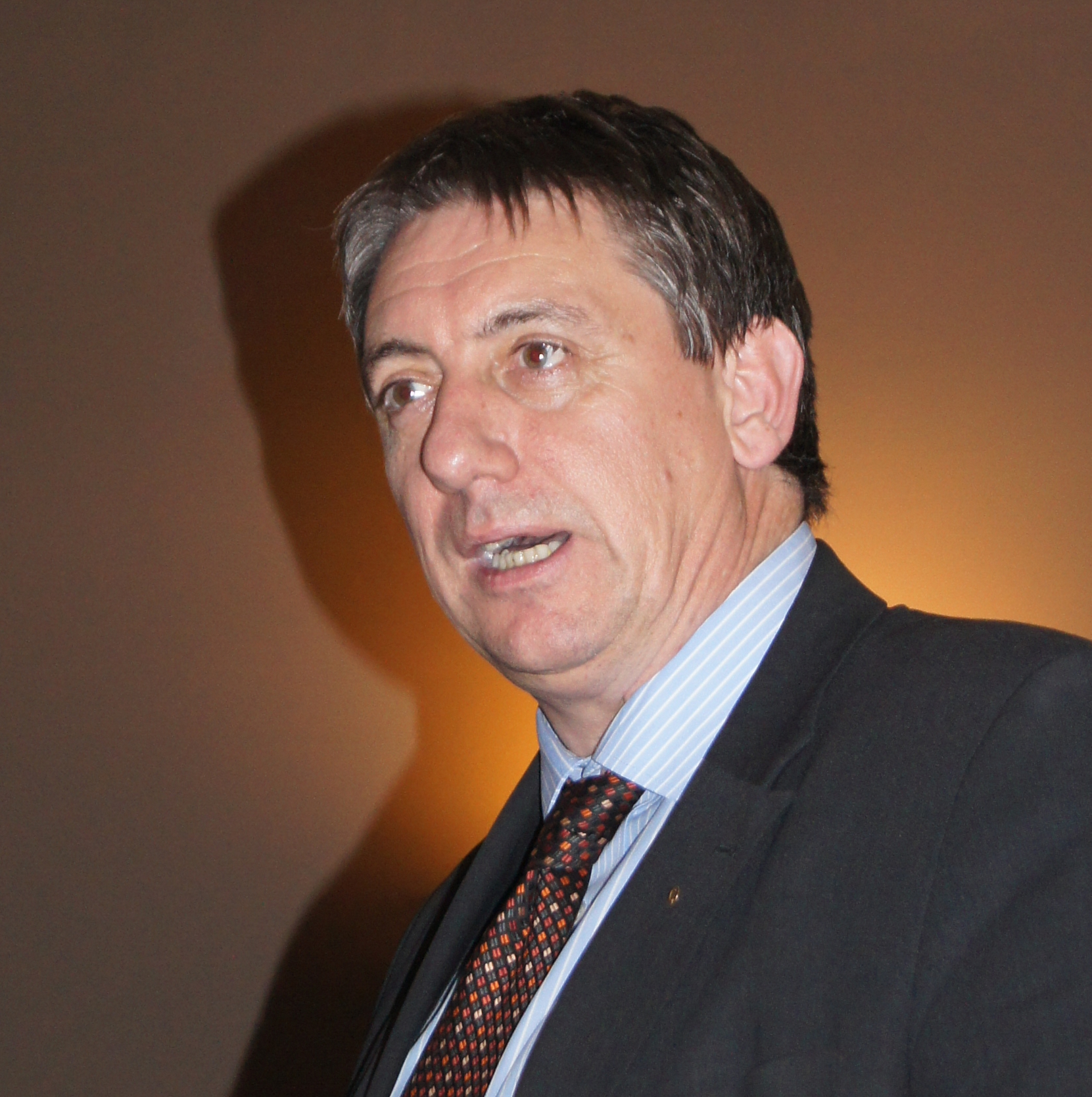
Jan Jambon

Johan „Jan“ Jambon (* 26. April 1960 in Genk) ist ein belgischer Geschäftsmann und Politiker der Nieuw-Vlaamse Alliantie (N-VA). Am 3. Februar 2025 wurde er belgischer Föderalminister mit den Ressorts Finanzen, Pension, Nationallotterie und Kultureinrichtungen.

## Leben
Jan Jambon studierte zunächst Informatik an der Vrije Universiteit Brussel (VUB), bevor er ein MBA-Studium an der Universität Antwerpen (UA) abschloss. Seine Karriere begann er zunächst im IT-Unternehmen IBM, bevor er dann zu verschiedenen Dienstleistungsunternehmen im HR-Bereich (mitunter SD Worx) und schließlich zum Finanzsektor überwechselte und dort seinen Weg in das höhere Management fand.
Sein Interesse für die Politik führte Jan Jambon bereits im jungen Alter zur Volksuniejongeren (Vujo), der Jugendbewegung der flämisch-nationalistischen Partei Volksunie. Diese verließ er jedoch 1988, als die Volksunie sich an der damaligen nationalen Regierung beteiligte. Mit Peter De Rover (N-VA) wechselte er zur Vlaamse Volksbeweging (Flämische Volksbewegung), einer politischen Bewegung, die für die Unabhängigkeit Flanderns als eigener Staat wirbt. Innerhalb der Vlaamse Volksbeweging nahm er verschiedene offizielle Ämter wahr. In dieser Funktion trat er auch bei einer Tagung des Sint-Maartensfonds, einer Vereinigung von flämischen ehemaligen Ostfrontkämpfern (mitunter der Flämischen Legion und der Waffen-SS), als Gastredner auf. Dieser Auftritt sorgte zunächst im Jahr 2007 und später erneut im Jahr 2013, nachdem die rechtsextreme Vereinigung Nieuw-Solidaristisch Alternatief entsprechendes Fotomaterial veröffentlichte, für Gesprächsstoff in den Medien. Der ehemalige flämische Minister Johan Sauwens (CD&V) musste im Jahr 2001 seinen Rücktritt einreichen, nachdem bekannt wurde, dass er an derselben Tagung teilgenommen hatte.
Im Jahr 2006 verließ Jan Jambon die Vlaamse Volksbeweging, um in die aktive Politik einzutreten. Er stellte sich zunächst in Brasschaat für die N-VA zur Wahl und erhielt dort das Amt des Schöffen für Finanzen und Wirtschaft. Ein Jahr später schaffte Jambon den Sprung in die föderale Abgeordnetenkammer, wo er den Fraktionsvorsitz für die N-VA übernahm. Bei den Gemeindewahlen im Jahr 2012 konnte Jan Jambon schließlich das Bürgermeisteramt in Brasschaat erringen.
Bei der Regierungsbildung nach den Föderalwahlen vom 25. Mai 2014 gehörte Jan Jambon neben Bart De Wever und Johan Van Overtveldt zu den Unterhändlern der N-VA. In der sogenannten „Schweden-Koalition“, der Föderalregierung unter Premierminister Charles Michel (MR), erhielt Jan Jambon im Oktober 2014 den Posten des Vizepremierministers und des Innenministers. Er schied aus dem Amt, als seine Partei im Dezember 2018 die Regierung Michel verließ.
Am 2. Oktober 2019 wurde Jambon zum Ministerpräsidenten Flanderns gewählt und führte 5 Jahre lang eine Koalitionsregierung aus N-VA, CD&V und Open Vld.

## Übersicht der politischen Ämter
- 2006 – heute: Mitglied des Gemeinderats in Brasschaat
- 2006 – 2012: Schöffe in Brasschaat
- 2007 – heute: Mitglied der föderalen Abgeordnetenkammer (teilweise verhindert)
- 2012 – 2014: Bürgermeister von Brasschaat
- 2014 – 2018: Vizepremierminister und Innenminister in der Regierung Michel
- 2019 – 2024: Ministerpräsident Flanderns
- seit 2025 Vizepremierminister mit Ressorts Finanzen, Pensionen, Nationallotterie, Kultureinrichtungen